# リッポン (戦列艦・初代)
|                          | |
| 艦歴                     | |
| 建造:                    | デットフォード工廠 |
| 進水:                    | 1712年8月23日 |
| その後:                  | 1751年解体 |
| 性能諸元                 | |
| クラス:                  | 1706年規定の4等戦列艦 |
| 全長:                    | 砲列甲板：144ft (43.9m) |
| 全幅:                    | 38ft (11.6m) |
| 喫水:                    | 15ft 8in (4.8m) |
| 機関:                    | 帆走（3本マストシップ） |
| 兵装:                    | 60門： 上砲列：9ポンド（4kg）砲26門 下砲列：24ポンド（11kg）砲24門 後甲板：6ポンド（3kg）砲8門 艦首楼：6ポンド（3kg）砲2門 |
| 性能諸元（1735年再建造） | |
| クラス:                  | 4等戦列艦 |
| 全長:                    | 砲列甲板：145ft (44.2m) |
| 全幅:                    | 40ft (12.2m) |
| 喫水:                    | 16ft 5in (5.0m) |
| 機関:                    | 帆走（3本マストシップ） |
| 兵装:                    | 各種口径の砲60門 |

リッポン (HMS Rippon) はイギリス海軍の60門4等戦列艦。デットフォード工廠でジョゼフ・エーリンによって建造され、1712年8月23日に進水した。
リッポンは1730年6月23日に交付された命令で解体され、ウリッジで再建造を行うことになった。当時の再建造では寸法規定に従って設計を行う場合がほとんどであったが、リッポンはそうではなかった。とはいっても大した違いではないが、リッポンの全長、全幅は通常より1フィート拡大していた。これは同時期のセンチュリオンと同様で、フランス艦艇の大型化に対処するための1719年の寸法規定改定に向けての実験だったと考えられている。リッポンは1735年3月29日に再進水した。
リッポンは1751年まで現役に留まったが、同年解体された。